# Marcantonio Zollio
Marcantonio Zollio (Bergamo, 1633 – Crema, 20 aprile 1702) è stato un vescovo cattolico italiano.

## Biografia
Nato a Bergamo dalla nobile famiglia Zolio, iscritta al patriziato veneziano, Marcantonio Zollio venne eletto vescovo di Crema nel 1684.
Zollio si dimostrò subito un attivo pastore della propria chiesa, compiendo due visite pastorali durante il suo periodo di episcopato e ripristinando la disciplina del clero, per la quale si prodigò curando la diffusione delle istituzioni dei seminari diocesani che amministrò grazie all'apposto del proprio vicario, Faustino Giuseppe Griffoni.
Con lui il clero si articolò in maniera corretta e definita, acquisendo nuovi adepti ed ottenendo nuove prebende; egli riformò anche il capitolo della cattedrale cremasca, stabilendo la presenza obbligatoria di un arcidiacono, di un prevosto, di dodici canonici e sei mansionari, oltre alla presenza di un numero variabile di chierici e sacrestani che accompagnavano lo svolgimento del servizio degli oltre trenta cappellani officianti regolarmente.

## Genealogia episcopale
La genealogia episcopale è:
- Cardinale Guillaume d'Estouteville, O.S.B.Clun.
- Papa Sisto IV
- Papa Giulio II
- Cardinale Raffaele Riario
- Papa Leone X
- Papa Paolo III
- Cardinale Francesco Pisani
- Cardinale Alfonso Gesualdo
- Papa Clemente VIII
- Cardinale Pietro Aldobrandini
- Cardinale Laudivio Zacchia
- Cardinale Antonio Barberini, O.F.M.Cap.
- Cardinale Marcantonio Bragadin
- Cardinale Gregorio Barbarigo
- Vescovo Marcantonio Zollio